# Anavinemina aequilibera
Anavinemina aequilibera är en fjärilsart som beskrevs av Louis Beethoven Prout 1933. Anavinemina aequilibera ingår i släktet Anavinemina och familjen mätare. Inga underarter finns listade i Catalogue of Life.